# Iouri Lodyguine
Iouri Vladimirovitch Lodyguine (en russe : Юрий Владимирович Лодыгин) est un footballeur international russe, né le 26 mai 1990 à Vladimir. Il évolue au poste de gardien de but au Panathinaïkós FC.
Formé au Skoda Xanthi, il évolue notamment au Zénith Saint-Pétersbourg entre 2013 et 2019, où il occupe le poste de gardien de but.
International russe, il dispute la Coupe du monde 2014 et le Championnat d'Europe 2016.

## Biographie
Né à Vladimir d'un père russe et d'une mère grecque pontique, Iouri Lodyguine grandit en Grèce. Lodyguine commence le football au Skoda Xanthi. Lors de la saison 2008-2009, ses performances avec l'équipe de Skoda Xanthi des moins de 21 ans, qui termine premier de leur championnat, l'amène à signer un contrat avec l'équipe professionnelle le 17 juin 2009. Il est ensuite prêté à Eordaikos 2007 pour la saison 2010-2011, où il effectue 27 matchs avec l'équipe dont deux en Coupe de Grèce.
En juin 2013, Lodyguine part pour la Russie pour jouer avec le Zénith Saint-Pétersbourg.
Le 27 janvier 2019, il est prêté pour six mois à l'Olympiakos.

## International
Lodyguine représente la Grèce au niveau international au sein de l'équipe junior. En mai 2013 il a été appelé en équipe de Grèce, et de nouveau en août 2013, mais il refuse cette convocation.
Il est appelé par Fabio Capello en équipe la Russie pour la première fois le 4 octobre 2013 pour les matches de qualification de Coupe du monde 2014  contre le Luxembourg et l'Azerbaïdjan. Il fait ses débuts avec la Russie le 19 novembre 2013 lors du match amical contre la Corée du Sud.
Le 2 juin 2014, il est appelé en équipe de Russie pour la Coupe du monde 2014.

## Carrière
| Saison                | Club                     | Championnat           | Championnat | Championnat | Coupe(s) nationale(s) | Coupe(s) nationale(s) | Compétition(s) continentale(s) | Compétition(s) continentale(s) | Compétition(s) continentale(s) | Russie | Russie | Total | Total |
| Saison                | Club                     | Division              | M.          | B.          | M.                    | B.                    | Comp.                          | M.                             | B.                             | M.     | B.     | M.    | B.    |
| 2009-2010             | Skoda Xanthi             | D1                    | -           | -           | -                     | -                     | -                              | -                              | -                              | -      | -      | 0     | 0     |
| 2010-2011             | Eordaikos 2007 (prêt)    | D2                    | 25          | 0           | 2                     | 0                     | -                              | -                              | -                              | -      | -      | 27    | 0     |
| 2011-2012             | Skoda Xanthi             | D1                    | 1           | 0           | -                     | -                     | -                              | -                              | -                              | -      | -      | 1     | 0     |
| 2012-2013             | Skoda Xanthi             | D1                    | 23          | 0           | 1                     | 0                     | -                              | -                              | -                              | -      | -      | 24    | 0     |
| Sous-total            | Sous-total               | Sous-total            | 49          | 0           | 3                     | 0                     | -                              | -                              | -                              | -      | -      | 52    | 0     |
| 2013-2014             | Zénith Saint-Pétersbourg | D1                    | 30          | 0           | 1                     | 0                     | C1                             | 11                             | 0                              | 3      | 0      | 45    | 0     |
| 2014-2015             | Zénith Saint-Pétersbourg | D1                    | 28          | 0           | 0                     | 0                     | C1+C3                          | 10+6                           | 0                              | 4      | 0      | 48    | 0     |
| 2015-2016             | Zénith Saint-Pétersbourg | D1                    | 27          | 0           | 4                     | 0                     | C1                             | 6                              | 0                              | 4      | 0      | 41    | 0     |
| 2016-2017             | Zénith Saint-Pétersbourg | D1                    | 15          | 0           | 3                     | 0                     | C3                             | 7                              | 0                              | -      | -      | 25    | 0     |
| 2017-2018             | Zénith Saint-Pétersbourg | D1                    | 11          | 0           | 1                     | 0                     | C3                             | 3                              | 0                              | -      | -      | 15    | 0     |
| 2018-2019             | Zénith Saint-Pétersbourg | D1                    | -           | -           | -                     | -                     | C3                             | 1                              | 0                              | -      | -      | 1     | 0     |
| Sous-total            | Sous-total               | Sous-total            | 111         | 0           | 9                     | 0                     | -                              | 44                             | 0                              | 11     | 0      | 175   | 0     |
| 2018-2019             | Olympiakos (prêt)        | D1                    | 2           | 0           | 1                     | 0                     | -                              | -                              | -                              | -      | -      | 3     | 0     |
| 2019-2020             | Gaziantep FK             | D1                    | 2           | 0           | 3                     | 0                     | -                              | -                              | -                              | -      | -      | 5     | 0     |
| 2019-2020             | Arsenal Toula            | D1                    | 2           | 0           | -                     | -                     | -                              | -                              | -                              | -      | -      | 2     | 0     |
| 2020-2021             | PAS Giannina             | D1                    | 13          | 0           | 4                     | 0                     | -                              | -                              | -                              | -      | -      | 17    | 0     |
| 2021-2022             | PAS Giannina             | D1                    | 15          | 0           | 1                     | 0                     | -                              | -                              | -                              | -      | -      | 16    | 0     |
| Total sur la carrière | Total sur la carrière    | Total sur la carrière | 194         | 0           | 21                    | 0                     | -                              | 44                             | 0                              | 11     | 0      | 270   | 0     |

## Palmarès
Zénith Saint-Pétersbourg
- Vainqueur du Championnat de Russie en 2015.